# 원창로
원창로(元倉路)는 인천광역시 서구 원창동에서 가정동까지 이르는 인천광역시도로, 총 연장은 2.443 km이다.

## 유래
원창동의 동명을 따온 것에서 유래되었다. 그러나 원창동은 조선 시대 당시 배편으로 올라온 세곡을 하역하고 보관하였던 창고가 있던 해안마을이어서 붙은 이름으로 알려졌다.

## 노선 정보
- 총 연장 : 2.443 km
- 기점 : 인천광역시 서구 원창동 410-10도
- 종점 : 인천광역시 서구 가정동 581-1도 (가남로와 접촉)

## 지리

### 통과하는 지자체
- 서구
  - 원창동 - 신현동 - 가정1동

### 접촉하는 도로
- 가남로 (국도 제6호선, 국도 제77호선, 국가지원지방도 제98호선의 각 일부)
- 석곶로
- 가경주로
- 가정로
- 신현로
- 염곡로
- 새오개로
- 봉수대로
- 도로 연장 개통 시 : 중봉대로

### 주변에 있는 시설
- 마니교통
- 북항적재함
- 원일빌딩
- 은성일렉콤
- 노유민코페S 시그니처점
- 가나자원
- 태양창호
- 삼진은박
- 삼성여객
- 신화여객
- 성일강화도어
- 로긴
- 티아이토우바
- 피플블라썸
- 원진운수
- 세븐일레븐 인천원창점
- 제이디컴퍼니
- 에스에이치
- 삼성애드
- 카뱅크
- 인천서구청소년센터
- 인천광역시 서구실내게이트볼구장
- 10년타기정비센터 신현점 청보자동차공업사
- 새힘교회
- 아트엔짐놀이학교
- 대신빌리지
- 정동빌라
- 경인점보빌라
- 권영국해물찜
- 나로빌딩
- 천보빌딩
- 샤론커피이야기
- 인천신현북초등학교
- 나무세상
- 대성쎌틱에너시스 인천서구남부지점
- 세븐일레븐 인천신현중앙점
- 오성식당 신현점
- 새아침교회
- 샘물교회
- GS25 인천원창로점
- 수목다방
- 신현24시셀프세차장
- 남송프라자
- 루원e편한세상하늘채아파트
- 서경
- 에녹유치원
- 해성자동차
- 할렐루야교회
- 최군맥주 신현점
- 러블리독스
- 세계로교회
- 메가커피 인천신현점
- 희수다방
- 텐퍼센트 스페셜티커피 인천신현점
- 피자마루 신현점
- 이삭토스트 인천신현점
- 윤선생영어숲 인천신현점
- 콩심 인천신현점
- 교촌치킨 석남가정점
- 오만가지
- 청년다방 인천신현점
- 코리안바베큐 가정1동점
- 일승암
- 김밥천국 가정점
- 우가황소돌곱창
- 중앙철물건재상사
- 미오포차
- 체리다방
- 밍네일
- 극동주택
- 진미아구탕찜
- 세븐일레븐 가정점
- 당나라양꼬치
- 라면이랑김밥이랑
- 퍼팩트홈케어
- 잇츠델리

### 철도 연계역
- 인천 도시철도 2호선 : 가정중앙시장역